# La Manzanilla de la Paz
La Manzanilla de la Paz è un comune del Messico, situato nello stato di Jalisco.